# Peter Pichler Architecture
Peter Pichler Architecture, ook wel afgekort tot PPA, is een Italiaans architectenbureau. Het bureau heeft zijn hoofdkantoor in Milaan.
In 2017 won het bureau met zijn ontwerp Looping Towers een internationale competitie die werd gehouden voor het nieuwbouwproject in Bisonspoor, Maarssen. Na een participatietraject met omwonenden en de ontwikkelaar bleek er te weinig draagvlak voor het prijswinnende ontwerp.

## Portfolio
- Obereggen Mountain Hut - Obereggen, Italië
- Hotel Schgaguler - Castelrotto, Italië
- Paviljoen Future Space - Milaan, Italië[2]
- Looping Towers - Maarssen, Utrecht